# باينوليه
 باينوليه ، (بالفرنسية: Bagnolet)‏، هي بلدية فرنسية في الضواحي الشرقية لباريس، فرنسا. وهي تقع على بعد 5.2 كم (3.2 ميل) من وسط باريس.

## توأمة
لباينوليه اتفاقيات توأمة مع كل من:
- أورانينبورغ
- سستو فيورنتينو
- Massala, Mali [الإنجليزية]‏
- Le Robert [الإنجليزية]‏

## أعلام
- إدوارد كولين
- أنطوان دي فافراي
- جاك بيرير
- سيلفان ديستان